# Версейлс (Индиана)
Версейлс (англ. Versailles) — город и административный центр округа Рипли в штате Индиана в Соединённых Штатах Америки.
Согласно данным переписи населения США 2020 года число жителей города 
составляло 2184 человек, что чуть больше, чем было во время предыдущей переписи проводившейся в 2010 году (2113 человек).

## История
Город Версейлс был основан в 1819 году и был назван в честь Версальского дворца во Франции.
Первое отделение Почтовой службы США было открыто в 1823 году.
Несколько архитектурных объектов города включены в Национальный реестр исторических мест США.

## География
Согласно данным Бюро переписи населения США, общая площадь Версейлса составляет 1,51 квадратных миль (3,91 км2), вся эта территория приходится на сушу.